# Cirrospilopsis verticillata
Cirrospilopsis verticillata is een vliesvleugelig insect uit de familie Eulophidae. De wetenschappelijke naam is voor het eerst geldig gepubliceerd in 1913 door Brèthes.